# Simone's Songlines
Simone's Songlines was een nachtprogramma dat sinds 7 september 2013 op de Nederlandse publieke radiozender NPO Radio 2 werd uitgezonden. Het programma werd in de nacht van vrijdag op zaterdag tussen 02:00 en 04:00 uur uitgezonden door de publieke omroep AVROTROS. Het programma werd gepresenteerd door Simone Walraven. Tot september 2015 was het programma op vrijdagavond tussen 23:00 en 01:00 uur te horen. In de nacht van 23 op 24 december 2022 presenteerde Walraven het programma voor de laatste keer. Per 1 januari 2023 stapte ze over van AVROTROS naar Max en NPO Radio 5. 
Walraven maakte het programma voor vijf weken lang tijdens een verblijf op een ranch in de hitte van Arizona. Ze kon het in het gebouw samenstellen etc., maar de enige verbinding van via     
internet, alleen toegankelijk in een boomhut, vaak in de volle zon.
Aan De Slag! · Afslag Thunder Road · Aje Tho! · Annemiekes A-lunch · Blokhuis · Bureau De Wilt · Bureau Kijk in de Vegte · Corné Klijns Soul Sensations · De Staat van Stasse · De Wild in de Middag · Echt Jasper · Funky Frank's · Giel ·Gijs 2.4 · Grand Café Kranenbarg · Helemaal Haandrikman · Het Platenpaleis · Hey JP! · Holy Hits · Jan-Willem Start Op! · Licence 2 Chill · Mega Album Top 50 · Motel De Wilt · Musical Moods · Muziekcafé · On the Beat · One Night Stenders · Het oor wil ook wat · Paul! · Rabbering Laat · Rarmarmar · RickvanV doet 2 · Rinkeldekinkel · Schiffers.fm · SHAY! · Simone's Songlines · Soul Night met One'sy · Spijkers met koppen · Thank God It's Sunday · The Best of 2night · The Big Frank Show · Thijs · Tijd voor Twee · Van Inkels Choice · Verrukkelijke 15 ·  VrijZaZo Show · Vroeg op Frank · 't Wordt Nu Laat · WILDGROEI · Wout2Day · Yora en Sander, Sander en Yora